# Kraftwerk Riedersbach
Die Kraftwerke Riedersbach I und Riedersbach II sind fossil-thermische Wärmekraftwerke in Riedersbach (Gemeinde St. Pantaleon) in Oberösterreich. Die Energie AG Oberösterreich betrieb die Kraftwerke hauptsächlich im Winter als Ersatz für ausfallende Energie aus Wasserkraft. Dabei lieferten sie rund 830 GWh pro Jahr.
Riedersbach I wurde in den Jahren 1967–1969 errichtet und Riedersbach II, mit einer etwa fünffach höheren Jahresleistung, von 1981 bis 1986. Der als Stahlbetonkonstruktion ausgeführte Kamin ist 191 m hoch und weist einen Basisdurchmesser von 20,5 m auf. Dadurch wollte man der Errichtung einer kostspieligen Rauchgasentschwefelungsanlage entgehen, die nach jahrelangen Bürgerprotesten schließlich doch gebaut werden musste. Ursprünglich wurde das Kraftwerk mit lokal abgebauter, schwefelhaltiger Braunkohle der Salzach-Kohlenbergbau-Gesellschaft (SAKOG) im benachbarten Trimmelkam betrieben, 1994 erfolgte der Umbau zur Verfeuerung von Steinkohle. In geringen Mengen werden auch biogene Zusatzbrennstoffe mitverfeuert.
Der Kamin des Kraftwerks ist aufgrund seiner Höhe weithin sichtbar und auf viele Kilometer landschaftlicher Orientierungspunkt.
Ein geplanter Umbau zu einem Gas- und Dampfkraftwerk (GuD) wurde aus wirtschaftlichen Gründen gestoppt. Somit wurde auch Riedersbach II nach Aufbrauch der Kohlevorräte 2016 stillgelegt. Riedersbach I wird zur Fernwärmeversorgung der Gemeinden Ostermiething und St. Pantaleon auf zwei Erdgas-Heißwasserkessel mit 13 MW umgerüstet.
Am Kraftwerkstandort ist mittlerweile ein Rechenzentrum in Zusammenarbeit mit der Schwarz/Lidl Gruppe entstanden.